# Сак (Марказі)
Сак (перс. ساق) — село в Ірані, у дегестані Аманабад, в Центральному бахші, шахрестані Ерак остану Марказі. За даними перепису 2006 року, його населення становило 22 особи, що проживали у складі 9 сімей.

## Клімат
Середня річна температура становить 12,47°C, середня максимальна – 30,54°C, а середня мінімальна – -9,45°C. Середня річна кількість опадів – 229 мм.
| Клімат поселення                              | Клімат поселення | Клімат поселення | Клімат поселення | Клімат поселення | Клімат поселення | Клімат поселення | Клімат поселення | Клімат поселення | Клімат поселення | Клімат поселення | Клімат поселення | Клімат поселення | Клімат поселення |
| Показник                                      | Січ.             | Лют.             | Бер.             | Квіт.            | Трав.            | Черв.            | Лип.             | Серп.            | Вер.             | Жовт.            | Лист.            | Груд.            |                  |
| Середній максимум, °C                         | 9,18             | 10,78            | 15,24            | 20,19            | 25,18            | 30,44            | 30,54            | 29,83            | 26,23            | 20,52            | 13,84            | 8,10             |                  |
| Середня температура, °C                       | −0,14            | 1,46             | 5,92             | 10,87            | 15,85            | 21,12            | 24,80            | 24,10            | 20,50            | 14,78            | 8,11             | 2,36             |                  |
| Середній мінімум, °C                          | −9,45            | −7,87            | −3,42            | 1,54             | 6,52             | 11,81            | 19,06            | 18,35            | 14,76            | 9,04             | 2,37             | −3,38            |                  |
| Норма опадів, мм                              | 35               | 35               | 42               | 28               | 21               | 2                | 1                | 1                | 0                | 9                | 23               | 32               |                  |
| Середньомісячна швидкість вітру, м/с          | 1.36             | 1.97             | 2.56             | 2.77             | 2.66             | 2.47             | 2.67             | 2.25             | 2.19             | 2.16             | 1.92             | 1.35             |                  |
| Середньомісячна сонячна радіація, кДж/м²·день | 9589             | 12960            | 15378            | 18685            | 22510            | 26896            | 26007            | 24366            | 21349            | 15931            | 11265            | 9391             |                  |
| --------------------------------------------- | ---------------- | ---------------- | ---------------- | ---------------- | ---------------- | ---------------- | ---------------- | ---------------- | ---------------- | ---------------- | ---------------- | ---------------- | ---------------- |
| Джерело:                                      |                  |                  |                  |                  |                  |                  |                  |                  |                  |                  |                  |                  |                  |